# Lijst van drosten van Bredevoort
Deze pagina bevat een chronologisch overzicht van de drosten en verwalter-drosten van de heerlijkheid Bredevoort.

## Drosten
| Periode   | Naam                                |
| --------- | ----------------------------------- |
| 1331      | Thidericus de Sulen                 |
| 1519-1526 | Evert van Lintelo                   |
| 1526-1534 | Jacob ten Starte                    |
| 1534-1555 | Maarten van Rossum                  |
| 1548-1550 | Johan van Isendoorn                 |
| 1555-1562 | Hendrik van Isendoorn               |
| 1567-1568 | Jacob van der Capellen              |
| 1571-1572 | Jasper van Broeckhuijsen            |
| 1572-1576 | Jacob van der Capellen              |
| 1577-1593 | Pallyck Marckeloeff                 |
| 1593-1598 | Godfried Gerardi                    |
| 1598      | Jurrien van Boeckholt               |
| 1600      | Ernst van der Lawick                |
| 1600-1626 | Gooswijn van der Lawick             |
| 1628-1632 | Christoffel van der Lawick          |
| 1637      | Arent van Haersolte                 |
| 1637-1646 | Wilhelm van Haersolte               |
| 1646-1661 | Georg Nicolaas van der Lawick       |
| 1661-1665 | Gooswijn Wilhelm van der Lawick     |
| 1665-1680 | Adolph Hendrik van Ripperda         |
| 1680-1685 | Thiman Johan van Lintelo            |
| 1685-1725 | Christiaan Karel van Lintelo        |
| 1737-1748 | Caspar Anton van Lynden tot de Park |
| 1749-1758 | Hans Willem van Camstra             |
| 1758-1795 | Adolph Werner Carel van Pallandt    |
| 1806-1810 | Willem Passchen                     |

## Verwalter-drosten
| Periode   | Naam                           |
| --------- | ------------------------------ |
| 1692-1696 | Rutger Keijser                 |
| 1703-1712 | Diederik Volmer                |
| 1715-1726 | Reijnier Jurrien van Coeverden |
| 1728-1735 | Theodor de Lalane du Thay      |
| 1736-1746 | Derk Hoppenbrouwer             |
| 1746-1751 | Willem Sigismund Hecking       |
| 1751-1759 | Benjamin Satink                |
| 1759-1768 | Hendrik Arnold Bom             |
| 1768-?    | Herman Willem Aberson          |